# Мигунов, Дмитрий Андреевич
Дмитрий Андреевич Мигунов (род. 21 ноября 1992 года, Уфа, Россия) — российский и французский шорт-трекист, Заслуженный мастер спорта России (2015). Участник зимних Олимпийских игр 2014 года, двукратный чемпион Европы в эстафете (2014, 2015) и обладатель кубка мира на дистанции 500 метров (2014/2015, 2015/2016).
Первый тренер Владимир Константинович Кяк, личный тренер Андрей Иванович Максимов.
Воспитанник СДЮСШОР №1 г. Уфы («Специализированная детско-юношеская спортивная школа Олимпийского резерва № 1» городского округа город Уфа Республики Башкортостан). Выпускник ФГБОУ СПО «СГУОР» (Смоленское государственное училище олимпийского резерва).

## Карьера
Мигунов дебютировал на взрослых международных соревнованиях на этапе кубка мира в Дрездене в феврале 2011 года, заняв 21 место на дистанции 500 метров. На чемпионате Европы 2014 года стал чемпионом в эстафете, а в марте стал 4-м в эстафете на чемпионате мира в Монреале. На первом этапе кубка мира 2014/2015 в Солт-Лейк-Сити одержал первую кубковую победу в эстафете. В этом же сезоне, он трижды побеждал на дистанции 500 метров и несколько раз поднимался на пьедестал почёта. В январе 2015 года на чемпионате Европы, как и год назад стал чемпионом в эстафете и завершив сезон на первой строчке зачёта кубка мира на дистанции 500 метров. В следующем году он продолжил первенствовать на этапах кубка мира в составе эстафеты и на дистанции 500 метров, и вновь стал обладателем кубка мира на дистанции 500 метров.
Летом 2016 года Мигунов сообщил, что был отстранен от сборной России без объяснения причин. Поначалу он тренировался дома в Уфе, затем в Польше в составе команды OTTO Team под руководством бывшего главного тренера сборной России Себастьяна Кроса, а позднее присоединился к сборной Франции. «Карантин», при котором Мигунов не мог выступать ни за какую сборную кроме России, истек в 2017 году.
На чемпионате Европы 2018 года дебютировал за национальную сборную Франции, Мигунов вышел на старт в эстафете, в забегах на индивидуальных дистанциях спортсмен участия не принимал
.

## Награды
Премия для поддержки талантливой молодежи Минобрнауки России 2012